# Samba Shikitei
Samba Shikitei (jap. 式亭三馬 Shikitei Sanba; ur. 1776, zm. 1822), znany też jako Kikuchi Taisuke (菊地泰輔) i Shiki Sanjin (四季山人) – japoński pisarz.
Pochodził z Edo, był synem drzeworytnika. Pisał opowiadania w stylu kibyōshi, (m.in. Kyan taiheki mukō hachimaki, 1799 i Izakuchi tarō gōaku monogatari, 1810), sharebon (Tatsumi fugen, 1798 i Chūshingura  henchikiron, 1810) oraz eseje na tematy literackie (Kusazōshi kojitsuke nendaiki, 1802). Najbardziej zasłynął jednak jako twórca humorystycznych opowiastek w stylu kokkeibon: Ukiyoburo (1813), Ukiyodoko (1814), Namaei katagi (1806) i Kokkon hyaku baka (1814).